# Park Technologiczny w Koszalinie
Park Technologiczny SA – technopark istniejący od 4 września 2009 roku w Koszalinie. Został założony przez Politechnikę Koszalińską i Urząd Miejski w Koszalinie. Jego celem jest wspieranie lokalnego biznesu oraz starania o maksymalne zwiększenie konkurencyjności. Misją Parku Technologicznego jest wzrost potencjału społeczno gospodarczego Koszalina oraz stymulowanie współpracy środowiska naukowego i lokalnego biznesu. Dążeniem spółki jest także aktywizacja lokalnej społeczności oraz przeciwdziałanie niekorzystnym zjawiskom demograficznym, głównie migracji młodzieży.

## Położenie
Siedziba Parku Technologicznego SA (PT SA) mieści się w budynku w przy ul. Partyzantów 17 w Koszalinie, który zajmowany był wcześniej przez wydziały Politechniki Koszalińskiej. Obiekty parku technologicznego znajdują się przy głównych traktach komunikacyjnych (obwodnica śródmiejska łącząca się z drogą krajową nr 11 oraz bezpośrednim sąsiedztwie drogi krajowej nr 6 Szczecin – Gdańsk).

## Oferta

### Dla firm
- wynajem powierzchni biurowej,
- doradztwo gospodarcze,
- usługi księgowe i prawne dla firm zrzeszonych w ramach PT SA,
- usługi w zarządzaniu przedsięwzięciami,
- organizacja misji gospodarczych, wyjazdów studyjnych, giełd kooperacyjnych oraz warsztatów szkoleniowych,
- pomoc w znajdowaniu branżowych partnerów krajowych i zagranicznych dla firm działających w ramach Parku,
- usługi w zakresie przygotowania projektów europejskich,
- wspólne występowanie o finansowanie i realizacja projektów europejskich przez Uczelnię, Park i firmy z Parku,
- wynajem powierzchni konferencyjnej, wykładowej i innej,
- zamieszczanie na stronach PT SA wizytówek firm działających w ramach Parku z linkiem strony internetowej wraz z krótkim opisem oferty firmy w j. polskim, angielskim i niemieckim.

### Wirtualne biuro
W ramach współpracy PT SA oferuje pakiety wsparcia dla przedsiębiorców:
- I Pakiet Wirtualny adres
- II Pakiet Wirtualny sekretariat
- III Pakiet Wirtualne biuro

### Inkubator przedsiębiorczości
Inkubator jest komórką organizacyjną Parku Technologicznego mającą na celu wspieranie przedsiębiorców rozpoczynających działalność gospodarczą.
Każdy przedsiębiorca w trakcie inkubacji otrzymuje wsparcie z Parku Technologicznego w zakresie:
- korzystania z nowoczesnej infrastruktury biurowej,
- korzystania z Wirtualnego biura,
- pomocy w obsłudze prawnej,
- pomocy w obsłudze księgowej,
- wsparcia marketingowego,
- wsparcia i możliwości nawiązywania kontaktów ze środowiskiem biznesowym istniejącym już na rynku lokalnym, krajowym i zagranicznym,
- pomocy w kompleksowej obsłudze administracyjnej,
- współpracy z instytucjami regionalnymi w zakresie efektywnego wykorzystania środków finansowych z funduszy umożliwiających dalszy rozwój.

### Szkolenia
PT SA oferuje szkolenia ogólne i specjalistyczne dla przedsiębiorców, osób tworzących własne firmy i bezrobotnych.